# 阮孟河
阮孟河（1913年—1992年），也譯作阮萌河，天主教徒，越南知識分子和政治人物，曾任北圻勞動清查和1945年越南民主共和國臨時政府的国家經濟部部長。

## 生平

### 早年經歷
阮孟河1913年（癸丑年）出生於興安。阮孟河在13歲時（1926年）跟隨家人來到法國學習。後來他一生大部分的時間都在法國和瑞士生活和工作。
1937年，阮孟河畢業於巴黎政治學院，取得法學博士學位。

### 北圻勞動清查
同年阮孟河回到越南，被北圻統使沙泰爾（阮孟河父親的朋友，曾與他一同參與一戰）任命爲海防和各礦區的勞動清查。1939年至1940年，他參加了各類社會活動，也是是海防天主教勞動青年組織的創始領導人。
1943年，擔任北圻經濟監督兼勞動清查。在1945年的越南饑荒中，阮孟河掌握了海防的大米供應，幫助海防擺脫了饑荒，被當地百姓視作是“救星”。也正因爲如此，在八月革命後越盟邀請他在革命政府中擔任公職。

### 參與越南民主共和國政府
在八月革命中，阮孟河活躍於天主教青年運動，與越盟保持着緊密的聯繫。

1945年9月2日，阮孟河被任命爲越南民主共和國臨時政府的国家經濟部部長，1946年1月1日，改任國民經濟部副部長，部長由黃道擔任。

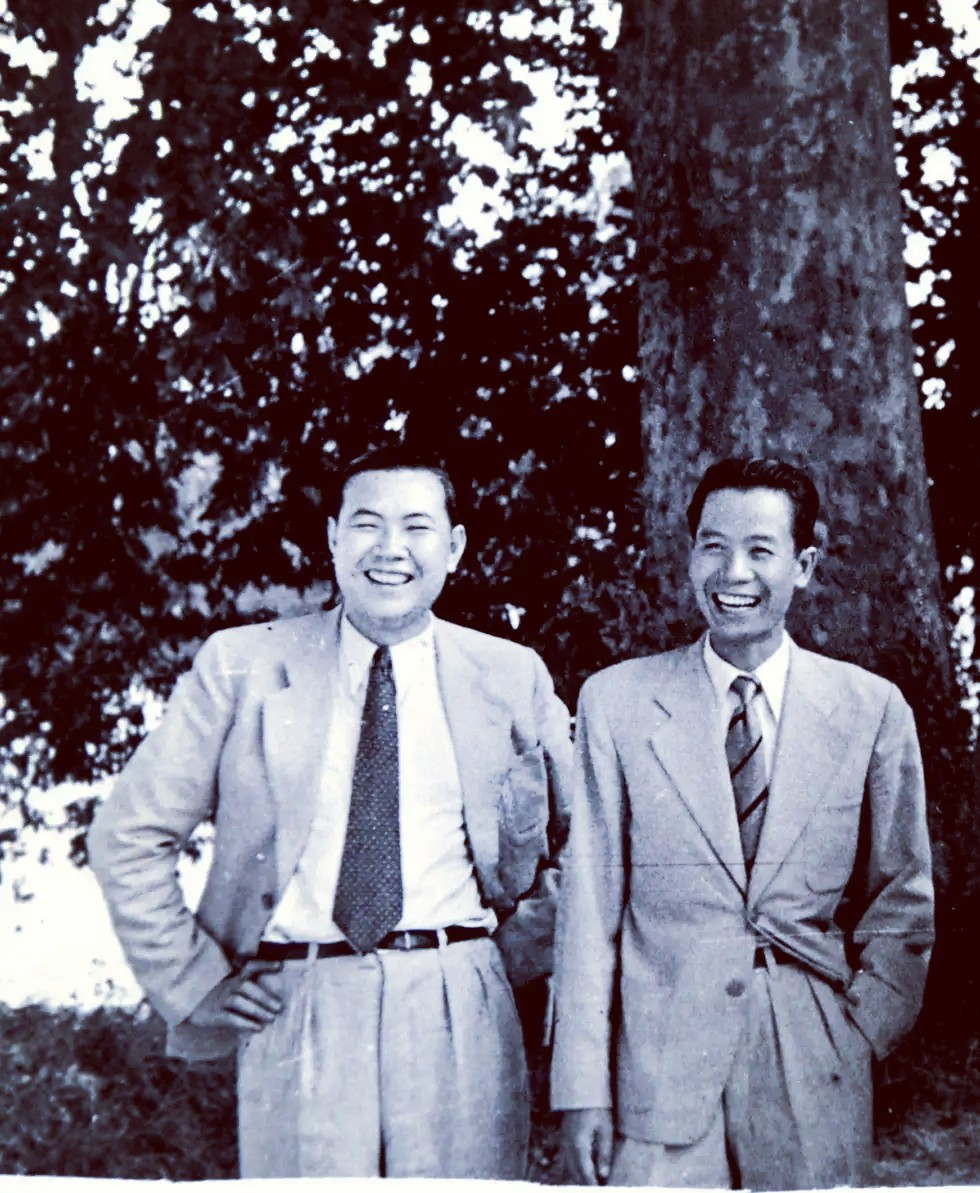
阮孟河與越南民主共和國臨時政府司法部長武仲慶，1946年攝於法國

1946年，阮孟河被選爲興安省的第一屆越南國會代表。
在此期間，阮孟河的使命是與法國在幕後就越南獨立問題進行談判。1946年5月28日，他作爲越南國會友好代表團的成員訪問法國，同年7月作爲越南駐巴黎代表團的成員，參加楓丹白露宮會議。在會議中，他作爲經濟－財政委員會的一員。會議破裂後阮孟河隨代表團一起返回越南。
越南全國抗戰日（1946年12月19日）之後，阮孟河留在了河內，但是沒有與法國當局合作。法國當局不敢爲難阮孟河，因爲他有法國國籍，而且與天主教勢力有聯繫，而她的妻子也是法國人。1951年法屬印度支那高級專員塔西尼將軍下令將阮孟河驅逐回了法國。在法国，他被任命爲了法國政府的勞動清查。

### 在法國的活動
在法國，阮孟河與黃春瀚、阮玉璧等著名知識分子一起參與了動員法國政府與胡志明的政府開展談判的運動。1965年，阮孟河參加了由柬埔寨國家元首西哈努克召集的印度支那人民大會（Đại hội nhân dân Đông Dương），討論美國直接參與在印度支那半島的戰爭的問題。
1992年，阮孟河去世。

## 家庭
阮孟河的祖父阮记能（Nguyễn ký Năng）曾在寧平擔任翻譯。父親名叫梅，是一名醫生，第一次世界大戰爆發後從軍赴法，遭受德軍毒氣襲擊，回到越南不久後即病逝了。母親是阮朝官員黃仲敷的女兒。
阮孟河的妻子勒妮·阮孟河（Renée Nguyễn Mạnh Hà，1916年－2007年），是法國共產黨議員喬治·馬拉納的女兒，會說流利的河內口音的越南語。她是1946年參加楓丹白露宮會議的越南代表團中唯一的一名女性團員，也曾在越南之聲廣播電臺成立初期擔任法語播音員。

## 評價
1959年中華人民共和國成立十週年之際，阮孟河的岳父喬治·馬拉納訪華，胡志明告訴他：“阮孟河不是我們的人，但他是一個聰明而且誠實的人。”